# Famille Zacco
 (juillet 2024).
La famille Zacco (les Zacchi) est une famille patricienne de Venise, originaire de Padoue, où elle est noble depuis 1080.

## Historique
En 1653, ils furent agrégés au patriciat vénitien pour mérites envers la République; le 14 novembre 1700, un diplôme spécial de l'empereur Léopold Ier attribua à Pietro Zacco et ses descendants, mâles et filles, le titre de comte du Saint-Empire romain et des États héréditaires autrichiens comme reconnaissance des services que huit membres de cette famille avaient prêtés dans l'armée impériale pendant les luttes contre les turcs.
Après la chute de la République, le gouvernement autrichiens en Vénétie, reconnut par R.S. du 1er décembre 1817 leur noblesse. Le 15 août 1819, ils furent confirmés comme comtes de l'empire autrichien.

## Armes

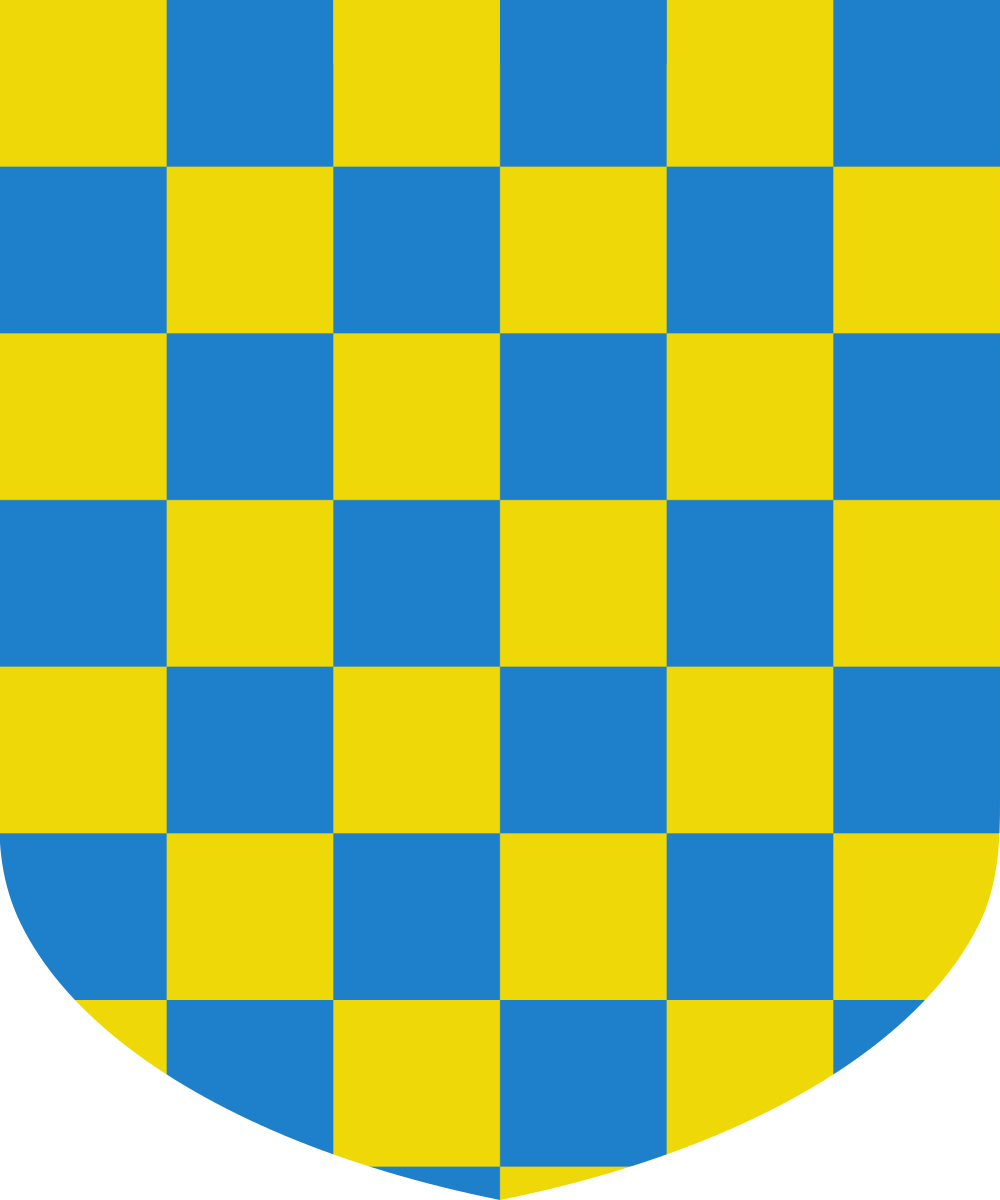
armes anciennes des Zacchi (Venise)

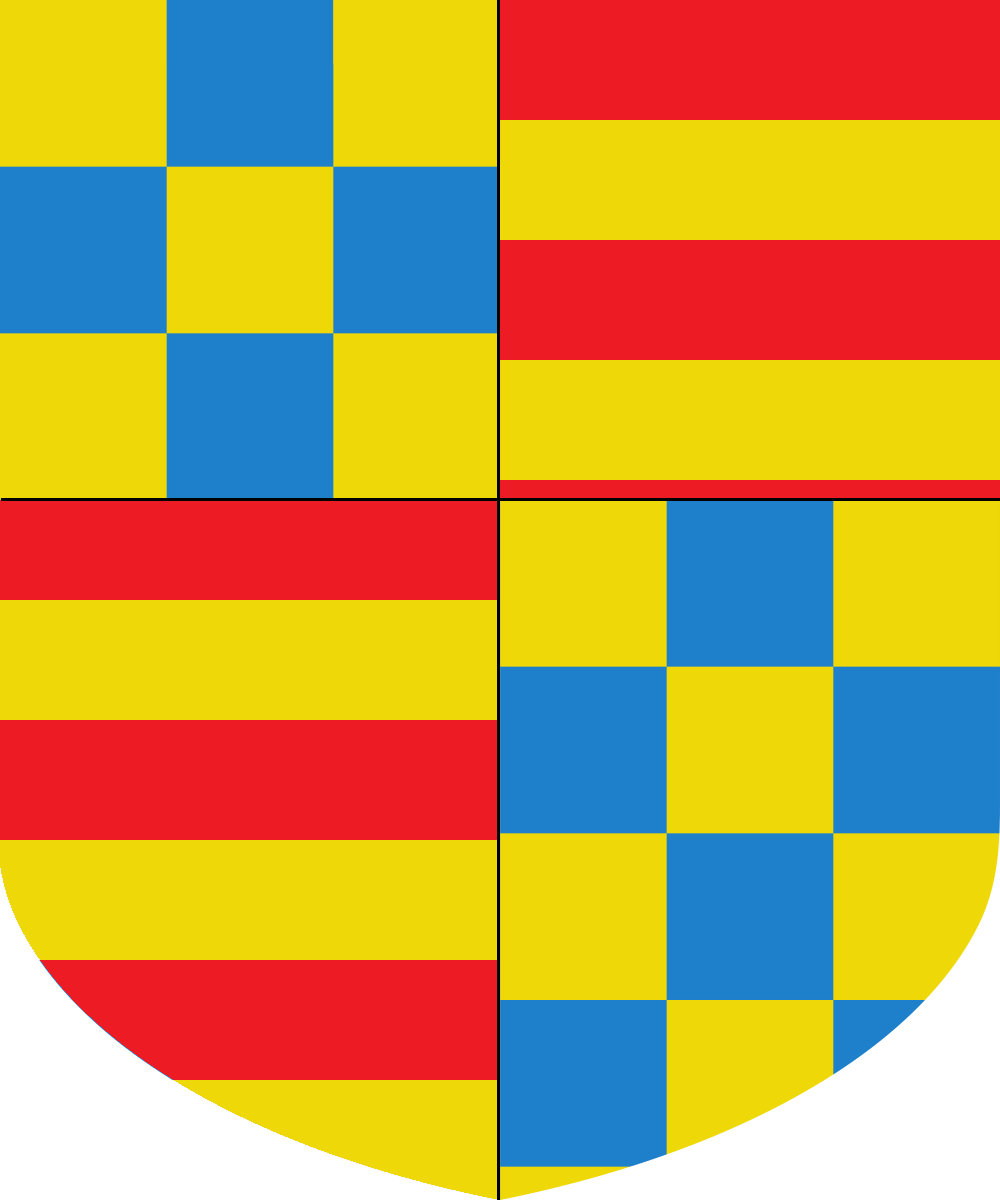
armes modernes des Zacchi

Les armes des Zacchi sont à l'origine échiqueté d'or et d'azur mais ensuite, ils adoptent l'écartelé, avec aux 1 et 4, les armes anciennes, et aux 2 et 3, fascé de gueules et d'or.

## Demeures
- Palais Zacco à Venise
- Palais Zacco al Prà à Padoue